# Can Boix
Can Boix és una masia catalogada com a monument del municipi de Santa Coloma de Farners (Selva) i inclosa en l'Inventari del Patrimoni Arquitectònic de Catalunya. La primera notícia documental és una capbrevació a favor de Berenguer de Farners per Pere de Boix de l'any 1339 però l'edifici actual data del segle xviii. Es tracta d'un conjunt format per dos cossos. El més antic, a l'esquerra, és de dues plantes i golfes, amb vessants amb caiguda a la façana. Les obertures són totes rectangulars amb llinda monolítica i ampit motllurat. Hi ha una espitllera sota la finestra del capdamunt de la porta. La casa conserva les dates de 1642 i 1658. Aquí, el paviment dels murs és arrebossat i pintat de blanc.
El cos de la dreta és de planta quadrangular, tres pisos, teulada de dues vessants amb caiguda a la façana i coronat per una torreta quadrangular acabada amb barana. Les obertures són també rectangulars, les de la planta baixa estan emmarcades amb pedra i protegides per una reixa de ferro forjat de barrots, i les del primer i segon pis tenen una llinda de pedra i presenten una barana de ferro, les dues obertures centrals però, tenen un balcó. Hi ha també inscripcions amb la data d'execució o d'alguna reforma, a la llinda de la finestra central del segon pis que porta la data de 1897. La torreta presenta finestres geminades d'arc de mig punt, una per banda. El paviment és també arrebossat i només pintada la part de la planta baixa de color blanc. La resta és sense pintar. Cal esmentar el porxo adossat que hi ha al costat dret, així com altres dependències al voltant.